# Polypodium
Cet article concerne le genre végétal Polypodium. Pour l'article concernant le genre animal, voir Polypodium (animal).
Genre
Le genre Polypodium regroupe des fougères de la famille des Polypodiaceae, comprenant environ 500 espèces réparties en 40 genres.

## Étymologie
Le nom scientifique Polypodium vient du grec πολυπόδιον - polupodion, utilisé par Théophraste (HP, IX 13, 6) et Dioscoride (4.186). Théophraste en explique le sens : "La racine du polypode a beaucoup de chevelu et des ventouses comme en ont les tentacules du poulpe". Les "ventouses" sont les cicatrices des pétioles des années précédentes sur le rhizome. C'est donc "le petit poulpe", diminutif de πολύπους - polupous, "poulpe". Le poulpe est ainsi appelé parce qu'il a "de nombreux pieds", de πολύς - polus, "nombreux" ; et πούς, ποδός - pous, génitif podos, "pied".

## Caractéristiques
Les fougères de ce genre ont un long rhizome rampant recouvert d'écailles. La partie aérienne est constituée de frondes de 10 à 80 cm à long pétiole. Les frondes stériles et fertiles ont le même aspect : pennatiséquées à unipennées aux pinnules rattachées au rachis sur toute leur largeur (base adnée). Lors de la sopulation, les frondes fertiles portent de larges sores roses sans indusie.
Les espèces de Polypodium sont généralement terrestres mais occasionnellement elles peuvent être épiphytes ou épilithes. Elles font partie des rares espèces épiphytes rencontrées en France.

## Utilisations
Il était, sous forme concassée, le premier constituant du catholicum simple et du diaprun solutif (racines de polypode de chêne) de la pharmacopée maritime occidentale au XVIIIe siècle.
Plusieurs cultivars comme Polypodium 'Green Wave' sont couramment utilisés comme plantes ornementales.

## Principales espèces

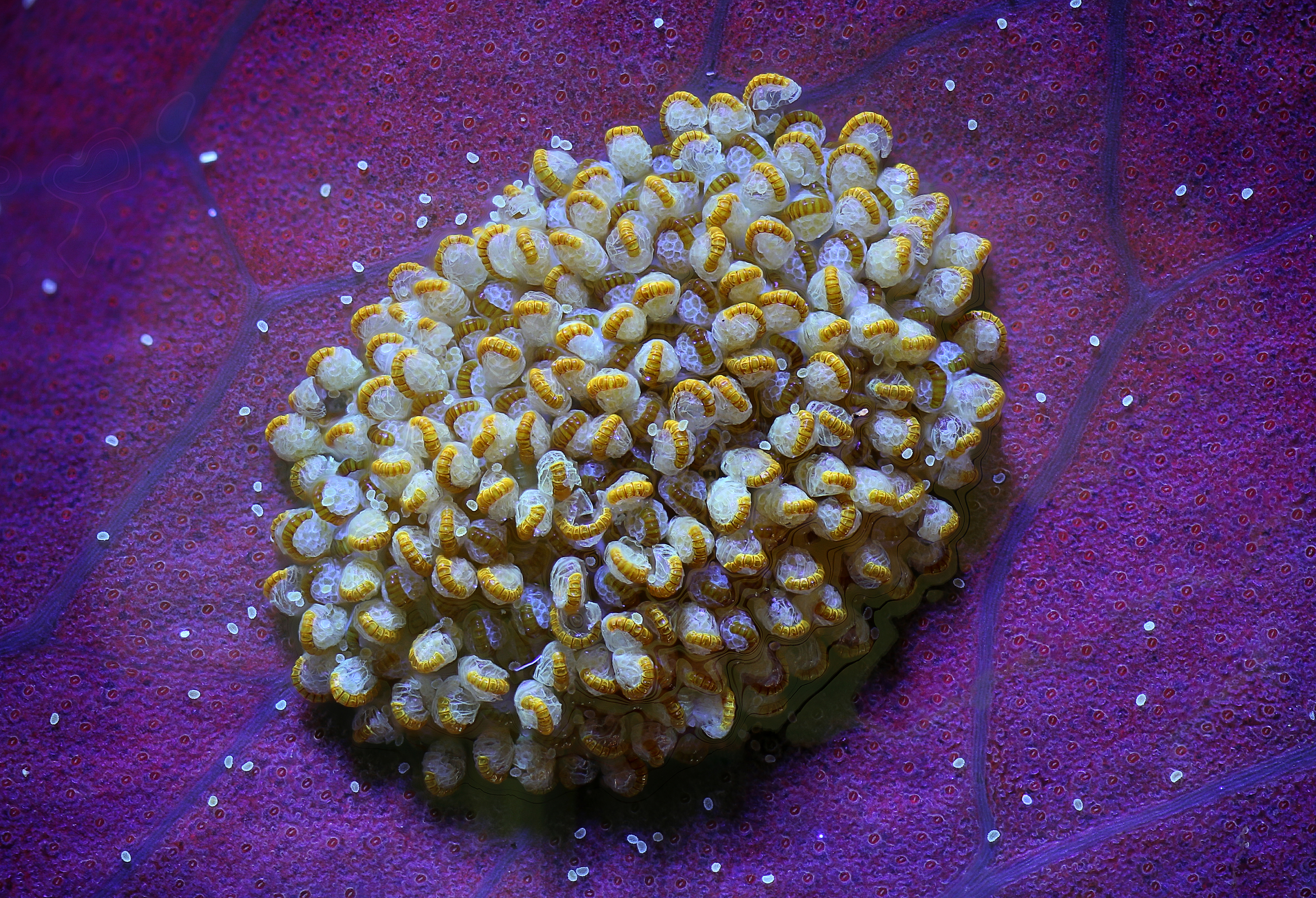
Sore (botanique) de polypodium aureum.

- Polypodium cambricum - Polypode austral
- Polypodium glycyrrhiza - Polypode réglisse
- Polypodium hesperium
- Polypodium interjectum
- Polypodium virginianum
- Polypodium vulgare - Polypode commun

- Le polypode polypodioïde, parfois nommé Polypodium polypodioides est maintenant nommé Pleopeltis polypodioides et ne fait donc plus partie de ce genre.